# Trianon (Frankfurt am Main)
Das Trianon ist ein Wolkenkratzer im Westend von Frankfurt am Main. Das Gebäude wurde 1993 fertiggestellt. Mit 186 Metern Höhe und 47 Stockwerken nimmt es Platz 9 auf der Liste der Hochhäuser Frankfurts ein.
Sein Grundriss hat annähernd die Form eines gleichseitigen Dreiecks, dessen Ecken durch ebenfalls dreiseitige Türme gebildet werden. Den Abschluss bildet eine umgedrehte dreiseitige Pyramide auf dem Dach. Es ist das erste Bauwerk in Deutschland, bei dem hochfester Beton zum Einsatz kam.
Das Gebäude war zwischen 2001 und 2024 Hauptsitz der DekaBank.

## Konstruktion
Die Aussteifung des Stahlbetongebäudes erfolgt über die drei Innenkerne mit den Aufzugsschächten und Treppenhäusern sowie durch die umlaufende Stahlbetonlochfassade. Der Abstand der Fassadenstützen beträgt 1,4 m bei einer Stützenbreite von 54 cm. Die Regeldecke ist eine Plattenbalkendecke mit einer Deckenstärke von 15 cm und Unterzügen mit einer Höhe von 27 cm.

### Gründung
Die Gründung besteht aus einer Stahlbetonbodenplatte mit einer Grundfläche von 3864 m² und 6,0 m Dicke. Am Rand verjüngt sich die Platte auf 3,0 m. Die Gründungssohle liegt 19,6 m unter der Geländeoberfläche. Die Bodenplatte wurde in einem Guss innerhalb von 50 Stunden hergestellt.

## Nutzung
Neben der DekaBank als Hauptmieter sind zahlreiche andere Mieter im Haus zu finden, u. a. Teile des Zentralbereichs Daten und Statistik der Deutschen Bundesbank und die Deutschlandniederlassung von Franklin Templeton.
Im Jahre 1999 fand im Gebäude die von der Deutschen Bank und der Bild-Zeitung organisierte Ausstellung „50 Jahre Deutschland“ statt.
Die DekaBank hat 2020 bekannt gegeben, zukünftig ein neues Gebäude im Frankfurter Stadtteil Niederrad sowie Teile des Four-T1 Hochhauses zu beziehen. Deshalb hat die DekaBank das Trianon im Oktober 2024 verlassen. Ein neuer Hauptmieter konnte bislang nicht gefunden werden.
Die Eigentümergesellschaft des Büroturms musste am 24. Juni 2024 aufgrund von Liquiditätsschwierigkeiten Insolvenz anmelden, da sich kein neuer Hauptmieter fand. Die Insolvenzverwaltung versucht durch die Suche nach Mietern für kleinere Büroeinheiten wieder mehr Auslastung zu schaffen. Außerdem sollen Events wie das "House of Galleries" im Januar 2025 die Aufmerksamkeit steigern.

## Geschichte und Eigentümer
Die Grundstücke Mainzer Landstraße 16–24 waren historisch durch einzelne Gebäude bebaut. Die Vorbesitzer waren vielfach Bankiers. Dazu zählten Benedict Goldschmidt, Albert (1805–1880) und Friedrich Mumm von Schwarzenstein, Theodor Stern und Wilhelm Peter Metzler. Bis 1908 befand sich das Bankhaus Moritz Adolph Ellissen in Hausnummer 24, bis 1900 wohnten die Bankierswitwen Lina Rothschild und Ina Goldschmidt in der Hausnummer 18.
Nach den Zerstörungen des Zweiten Weltkrieges erwarb die Bank für Gemeinwirtschaft die Grundstücke. 1964 weihte die BfG ihre Zentrale auf dem Grundstück ein. Mit dem Wachstum der Bank zog die Zentrale in das neu erbaute BfG-Hochhaus, und das Gebäude in der Mainzer Landstraße 16–24 wurde als Sitz der Niederlassung Frankfurt der BfG genutzt.
Während der 1980er Jahre wurde das Grundstück an eine schwedische Investorengruppe verkauft. Der Bau des Trianon begann dann aber 1989 mit BfG als Bauherr. Noch während des Baus kaufte eine mehrheitlich der Deutschen Bank gehörige Gesellschaft das Projekt. Die BfG-Bank bezog dann als erste Mieter die Hälfte des Gebäudes. 2001 kaufte die DGZ-DekaBank Deutsche Kommunalbank die Immobilie und nutzte das Gebäude fortan als ihr Hauptsitz. Diese firmierte später zur DekaBank um. 
Im Jahr 2007 erwarb der Morgan Stanley Eurozone Office Fund (MSEOF) das Gebäude von der DekaBank. Später wurde ein 57%-Anteil am Trianon an den Offenen Immobilienfonds Morgan Stanley P2 value weitergereicht. Dieser Anteil ist im Februar 2012 an den Finanzinvestor Madison weiterverkauft worden.
Im Juni 2015 verkauften Morgan Stanley und Madison Real Estate das Gebäude für umgerechnet 540 Millionen Euro an den US-Investoren North Star. Dieser verkaufte es im November 2018 an das südkoreanische Finanzkonsortium IGIS/Hana Financial Investment. Der Kaufpreis lag bei 670 Millionen Euro. 2023 sollte das Gebäude erneut verkauft werden, wobei Preise zwischen 150 und 200 Mio. Euro aufgerufen wurden, ohne dass ein Verkauf zustande kam. Im Juni 2024 meldete die Eigentümergesellschaft Geschäftshaus am Gendarmenmarkt GmbH Insolvenz an. Das Amtsgericht Frankfurt hat am 12. Dezember 2024 das Insolvenzverfahren über das Vermögen der Geschäftshaus am Gendarmenmarkt GmbH eröffnet und Dr. Stephan Laubereau von der PLUTA Rechtsanwalts GmbH zum Insolvenzverwalter bestellt.